# Refugi antiatòmic

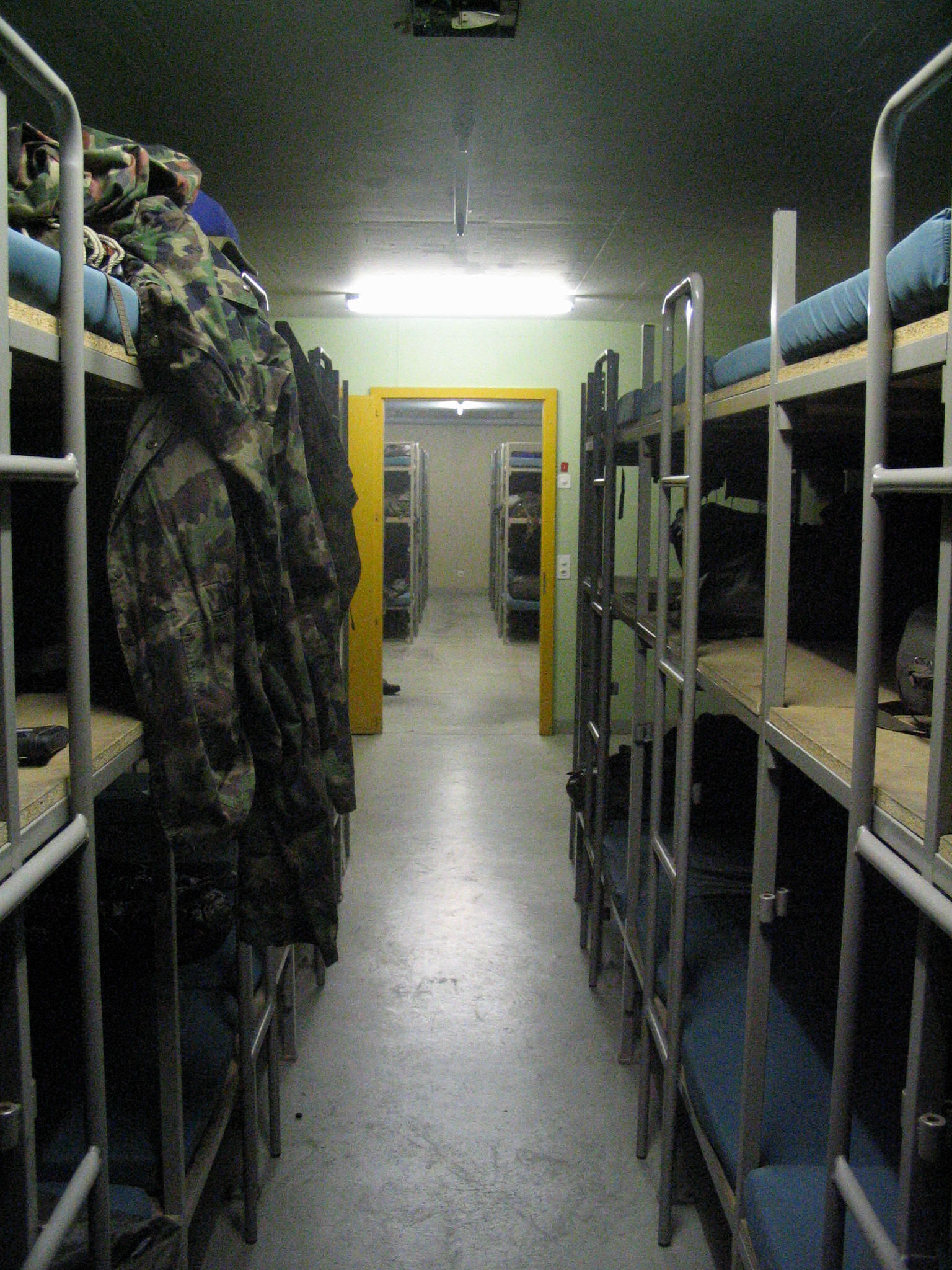
Refugi antiatòmic de la protecció civil a Vernayaz, Suïssa

Un refugi antiatòmic és una instal·lació destinada a protegir els seus ocupants dels efectes mecànics i tèrmics d'una explosió nuclear (i també d'un accident nuclear), incloent les conseqüències d'una pluja radioactiva. Hom n'identifica de tres menes en funció de la durada de l'estada al refugi:
1. Refugi de curt termini (1-7 dies): protegeix de la descàrrega o ona de xoc i dels incendis induïts per l'explosió.
2. Refugi de mitjà termini (1-6 mesos): protegeix contra els efectes de l'hivern nuclear "(refredament general del clima a causa de la injecció massiva de pols en l'estratosfera).
3. Refugi a llarg termini (6 mesos): Protegeix dels efectes dels elements radioactius fins que la radioactivitat s'ha reduït totalment.

## Història

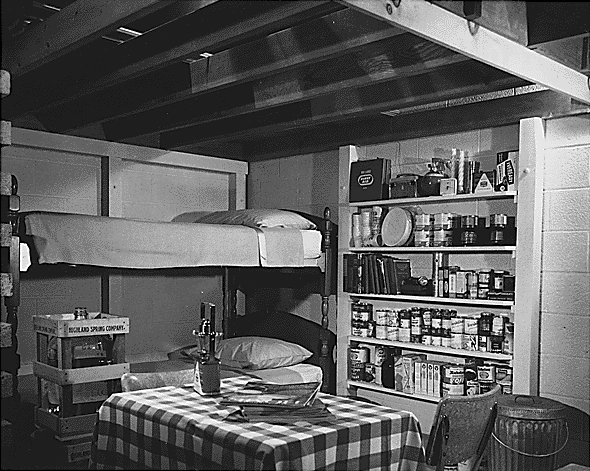
Refugi antiatòmic americà idealitzat (c. 1957).

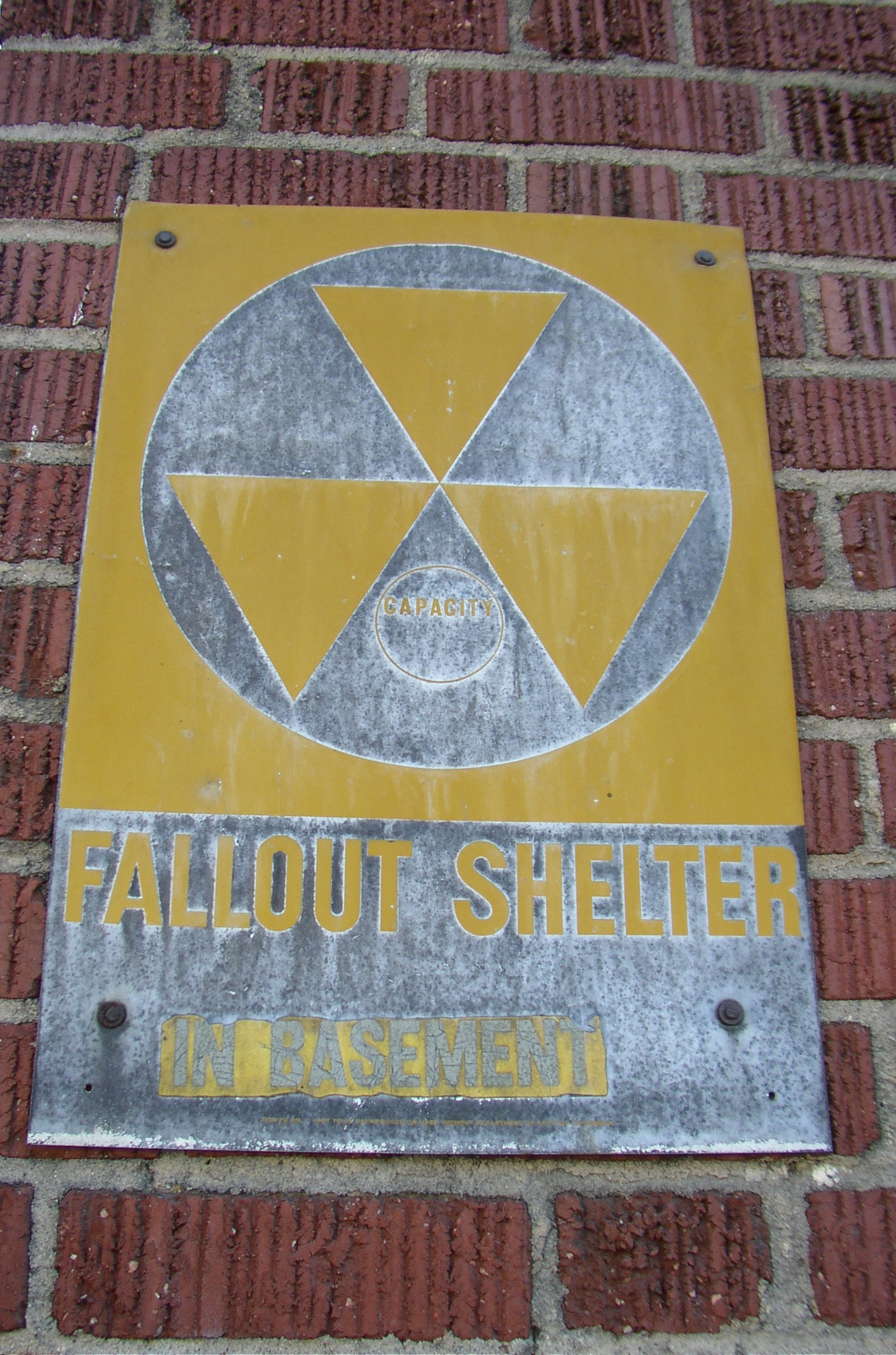
Indicació d'un antic refugi antinuclear a Nova York.

Durant la Guerra Freda, molts països van construir refugis antiatòmics per a oficials d'alt rang dels governs i per a equipaments militars de valor crucial, com el Projecte Greek Island o el búnquer antinuclear de Cheyenne Mountain. No obstant això, es va preveure utilitzar edificis existents amb soterranis robustos com a refugis improvisats. Als Estats Units, aquests edificis normalment s'assenyalaven amb el símbol característic groc i negre dels refugis antinuclears.
L'any 1956 i durant la Guerra Freda, davant l'adveniment d'un possible atac nuclear, als Estats Units es va desenvolupar el programa N.E.A.R. (National Emergency Alarm Repeater), per tal de complementar el sistema d'alarma nuclear llavors ja existent, consistent en una xarxa de sirenes i emissions de ràdio. El programa es va desenvolupar i provar, però es va considerar que no era viable i es va discontinuar l'any 1967. També als Estats Units, el setembre de 1961 es va iniciar un programa de refugis antinuclears públics. En aquesta línia, el número de setembre de la revista Life va publicar una carta del president John Fitzgerald Kennedy anunciant l'ús d'aquests refugis.
A Suïssa es va construir una extensa xarxa de refugis antiatòmics, no només mitjançant el reforç de diversos edificis públics com les escoles, sinó també a través d'una normativa de construcció que indicava que tot edifici residencial construït després de 1978 havia d'incloure un refugi antinuclear capaç de resistir una explosió de 12 megatones a una distància de 700 metres. A més, el govern suís manté grans refugis públics (com el Túnel Sonnenberg), proveïts amb aliments i fuel per resistir més de quatre mesos. D'aquesta manera, l'any 1986 Suïssa era reconegut com el país amb el millor sistema de defensa civil contra la radiació, en tant que disposava de refugis per més del 85% de la seva població. Recentment, no cal que aquests emplaçaments estiguin preparats per a un ús immediat, fet que ha propiciat que els seus propietaris els hagin reconvertit en espais per a usos de tota mena, sovint d'emmagatzematge.
A Finlàndia s'han dut a terme projectes similars, amb normatives que estableixen que els edificis de més de 600 metres quadrats de superfície han de renir un refugi antinuclear; mentre que a Noruega la normativa s'aplica als edificis de més de 1000 metres quadrats de superfície.
Pel que fa a l'antiga Unió Soviètica i a altres països del bloc oriental durant la Guerra Freda, s'optà per dissenyar les infraestructures subterrànies de transport públic com a refugis antibomba i antinuclears.

## Característiques

### Blindatge
Un refugi antiatòmic bàsic consisteix d'un espai blindat amb materials que redueixen l'exposició als raigs gamma per un factor de 1000. El blindatge es pot aconseguir utilitzant 10 cops la quantitat necessària de materials que redueixen a la meitat l'exposició als raigs gamma, com són 1 centímetre de plom, 6 centímetres de formigó, 9 centímetres de terra compactada o 150 metres d'aire. Quan s'afegeixen diversos gruixos de protecció, l'índex de blindatge es multiplica; així doncs, un refugi relativament senzill d'obtenir consistria en un blindatge de 90 centímetres de terra compactada, que reduiria els raigs gamma aproximadament 1024 cops.
Normalment, els refugis es construeixen dins de trinxeres, amb una teulada d'un metre de gruix de terra, convenientment impermeabilitzada amb una capa de plàstic o similar. Als extrems de la trinxera s'hi localitzarien rampes o entrades en angle recte per tal d'evitar l'entrada dels raigs gamma en tant que aquests només viatgen en línia recta.

### Control de l'ambient i la temperatura
La terra seca és un aïllant tèrmic relativament bo, i després de diverses setmanes d'ús del refugi, l'ambient pot esdevenir excessivament càlid. La millor manera de ventilar el refugi consisteix a emprar una bomba Kearny, consistent en una estructura amb flaps que s'obren i es tanquen manualment, forçant la ventilació de l'espai.
L'aire sense filtrar és respirable, en tant que la pluja àcida té la consistència de la sorra fina, de tal manera que no calen grans filtres d'aire, per bé que alguns refugis inclouen filtres químics, biològics i nuclears per una major protecció dels seus inquilins.

### Provisions
Una ràdio amb piles pot resultar útil per rebre informació sobre la pluja àcida i el trajecte dels núvols tòxics. No obstant, les ràdios i altres ginys electrònics poden veure's afectats per un pols electromagnètic.
Entre les provisions mínimes per afrontar una estada en unr refugi antiatòmic s'inclouen:
- Ràdio amb piles dins d'una capsa metàl·lica per protegir-la del pols electromagnètic
- Dipòsits grans d'aigua
- Menjar no perible per almenys dues setmanes, fogonet, llumins en un contenidor impermeable
- Contenidors de tota mena pel menjar
- Eines de tota mena: una o diverses pales, un pic, una serra d'arc amb una fulla de recanvi, un martell (i claus, cables, etc)
- Una bomba d'aire Kearny o similar
- Lleixiu
- Un o dos mesuradors de radioactivitat Kearny (i el coneixement per emprar-los)[12]
- Bidó per emprar com a lavabo
- Farmaciola
- Insecticida
- Iodat pur de potassa
- Espelmes per poder passar catorze nits
- Un llum d'oli
- Llanterna amb piles